# Sirens (serie de televisión británica)
Sirens fue una serie de comedia dramática británica sobre un grupo de paramédicos que fue transmitida en Channel 4 por primera vez el 27 de junio de 2011.
La serie está basada en el libro Blood, Sweat & Tea de Brian Kellett. La serie fue rodada en su mayoría en Leeds con algunas escenas rodadas en los alrededores. Algunos lugares destacados incluyen las localidades británicas de Headingley, Kirkstall, Adel, Hyde Park, Cookridge, Chapel Allerton y el centro de la ciudad incluyendo áreas comerciales de Briggate y Headrow.
El 17 de octubre de 2011, Rhys Thomas y Channel 4 confirmaron que no habría una segunda temporada.
En noviembre de 2013, The US Network reveló que se emitía una versión estadounidense de la serie.

## Reparto principal
- Rhys Thomas es Stuart Bayldon, un paramédico con talento. Tiene problemas de intimidad que Maxine cree que derivan de la distancia con su padre.
- Richard Madden es Ashley Greenwick, el mejor amigo de Stuart y compañero de trabajo. Es gay, pero no le gusta discutirlo con Rachid.
- Kayvan Novak es Rachid Mansaur, el aprendiz en el equipo de Stuart y de Ashley.
- Amy Beth Hayes es la Sargento Maxine Fox, la otra mejor amiga de Stuart.

### Reparto secundario
- Ben Batt como Craig Scruton, el bombero.
- Morven Christie como Kirsty Schelmerdine, la terapeuta del hospital.
- Kobna Holdbrook-Smith como Ryan Bailey, el amigo de Maxine.
- Annie Hulley como Stella Woodvine, paramédica (jefa de Stuart, Ashley y Rachid).
- Tuppence Middleton como Sarah Fraisor, la novia de Rachid.
- Robert Stone como Carl el Gordo, un amigo paramédico.

## Episodios
| N.º | Título               | Director      | Guionista      | Primera emisión     | Audiencia (en millones) |
| --- | -------------------- | ------------- | -------------- | ------------------- | ----------------------- |
| 1 | «Up, Horny, Down»    | Victor Buhler | Tony Basgallop | 27 de junio de 2011 | 1.86                    |
| Stuart, Ashley y Rachid son tres paramédicos. Después de que Stuart intenta un masaje a corazón abierto para salvar a la víctima femenina de un accidente de tráfico, el trío es enviado a ver a la terapeuta Kirsty Shelmerdine para tratar cualquier potencial estrés postraumático. Les dice que serán objeto de un clásico síndrome de euforia, lujuria y bajón donde la elección es seguido por el deseo sexual , la satisfacción de las cuales dará lugar a la depresión. Stuart se niega a ceder a sus emociones básicas y hace todo lo posible por no ceder a su lado lujurioso permaneciendo junto a su amiga policía Maxine, pero termina insultándola y acaba fuera. Mientras, Rachid tiene sexo con una abogada y Ashley tiene una sesión de bondage con un hombre que termina causándole problemas. Stuart es el único de los tres que no sufre depresión, lo que le hace el ideal para hablar con un suicida en potencia debajo de un puente. Su día termina con una nota baja , sin embargo, vuelve donde Maxine para disculparse por sus acciones . |                      |               |                |                     |                         |
| 2 | «Two Man Race»       | Victor Buhler | Brian Fillis   | 4 de julio de 2011  | 1.62                    |
| Stuart, Rachid y Ashley encuentran su orgullo masculino sacudido por los muchachos de la brigada de bomberos local. A medida que el equipo hace una bajada en A & E, Stuart observa que la sala de espera está llena de la escoria de la humanidad y proclama que está orgulloso de ser infértil. Cuando Ashley y Rachid se burlan de él ya que no sale con nadie ni hace nada, les informa de que tiene una cita con Angie (Charlene McKenna), una estudiante y activista ecológica a la que conoció un par de semanas atrás. Tan pronto como esta sólo, se esfuerza por sacar su número y rápidamente organiza la cita. Después de un comienzo regular, las cosas van bien con Angie, pero Stuart parece estar comportándose de una manera machista que ni él ni sus amigos reconocen . |                      |               |                |                     |                         |
| 3 | «I.C.E»              | Damon Thomas  | Tony Basgallop | 11 de julio de 2011 | 1.12                    |
| Los paramédicos son llamados por a una joven mujer en una residencia de estudiantes que sufre de paranoia inducida por fármacos. |                      |               |                |                     |                         |
| 4 | «King of the Jungle» | Damon Thomas  | Brian Fillis   | 18 de julio de 2011 | 1.08                    |
| Woodvine (Annie Hulle) amenaza con dividir a los muchachos. Mientras tanto, Ashley tiene un secreto, mientras Maxine trata de sacar su lado femenino para atraer a su cita de Internet Derek (Graham O'Mara). |                      |               |                |                     |                         |
| 5 | «Stress»             | Amanda Boyle  | Brian Fillis   | 25 de julio de 2011 | 0.95                    |
| Stuart niega el estrés de su trabajo por lo que decide centrarse en los sentimientos inestables de Maxine sobre el bombero Craig (Ben Batt), y cómo están amenazando sus posibilidades de promoción. Aunque intenta encontrar maneras sutiles para tranquilizar a Maxine de que Craig está por ella. |                      |               |                |                     |                         |
| 6 | «Cry»                | —             | Tony Basgallop | 1 de agosto de 2011 | 0.88                    |
| En el final de la serie, Stuart se enfrenta a una situación de vida o muerte. Después de haber pasado toda su vida adulta tratando de negar sus verdaderos sentimientos, Stuart va a necesitar un amigo especial para ayudarle a través de este preocupante tiempo. Mientras tanto , Ashley se sorprende al descubrir que ha ganado un novio, y el futuro de Rachid como miembro del grupo de repente no parece tan seguro. |                      |               |                |                     |                         |

## Lanzamiento en DVD
Un DVD de Sirens fue lanzado el 12 de marzo de 2012.
Un libro llamado Sirens (escrito por Tom Reynolds) fue lanzado el 25 de julio de 2011, siguiendo los blogs del día a día de la vida de los miembros de los servicios de emergencia.

## Adaptación estadounidense
USA Network ordenó una adaptación de la serie antes de que incluso se estrenase en Reino Unido. Denis Leary desarrolló el proyecto y lo co-escribió con Bob Fisher. También son productores ejecutivos de la serie junto a Jim Serpico, Hal Vogel y David Aukin.